# Pîrohivka, Șostka
Pîrohivka (în ucraineană Пирогівка) este un sat în comuna Bohdanivka din raionul Șostka, regiunea Sumî, Ucraina.

## Demografie
Componența lingvistică a localității Pîrohivka
     Ucraineană (79,19%)
     Rusă (10,4%)
     Romani (9,9%)
     Alte limbi (0,17%)
Conform recensământului din 2001, majoritatea populației localității Pîrohivka era vorbitoare de ucraineană (79,19%), existând în minoritate și vorbitori de rusă (10,4%) și romani (9,9%).